# Ebrahim al-Zofairi
Ebrahim Remaid al-Zofairi (né le 8 mai 1989) est un athlète koweïtien, spécialiste du 800 m.

## Carrière
Il remporte la médaille d'argent lors des Championnats d'Asie en salle 2014.
Le 14 avril 2017, il porte son record personnel à 1 min 49 s 43 à Djeddah, avant de remporter le titre asiatique à Bhubaneswar.

## Palmarès
| Date | Compétition                  | Lieu        | Résultat | Épreuve | Temps         |
| ---- | ---------------------------- | ----------- | -------- | ------- | ------------- |
| 2014 | Championnats d'Asie en salle | Huangzhou   | 2e       | 800 m   | 1 min 50 s 86 |
| 2017 | Championnats d'Asie          | Bhubaneswar | 1er      | 800 m   | 1 min 49 s 47 |
| 2018 | Championnats d'Asie en salle | Téhéran     | 3e       | 800 m   | 1 min 52 s 97 |
| 2019 | Championnats d'Asie          | Doha        | 2e       | 800 m   | 1 min 46 s 88 |
| 2023 | Championnats d'Asie en salle | Astana      | 1er      | 800 m   | 1 min 49 s 33 |
| 2023 | Championnats d'Asie          | Bangkok     | 3e       | 800 m   | 1 min 46 s 11 |
| 2024 | Championnats d'Asie en salle | Téhéran     | 1er      | 800 m   | 1 min 46 s 80 |
| 2025 | Championnats d'Asie          | Gumi        | 1er      | 800 m   | 1 min 44 s 59 |

## Records
| Épreuve | Épreuve   | Performance      | Lieu    | Date            |
| ------- | --------- | ---------------- | ------- | --------------- |
| 800 m   | Plein air | 1 min 44 s 59 NR | Gumi    | 31 mai 2025     |
| 800 m   | En salle  | 1 min 46 s 80 NR | Téhéran | 19 février 2024 |